# Związek sportowy
Związek sportowy – stowarzyszenie lub związek stowarzyszeń tworzony przez kluby sportowe.
W Polsce związek sportowy może być utworzony przez co najmniej 3 kluby sportowe.